# زمین‌دماسنجی گارنت-بیوتیت
زمین‌دماسنجی گارنت-بیوتیت (به انگلیسی: Garnet-biotite geothermometry)، روشی است که برای ارزیابی اوج دمایی که در آن سنگ‌های دگرگونی تشکیل شده‌اند استفاده می‌شود. زمین‌دماسنجی یکی از اجزای زمین‌دمافشارسنجی (Geothermobarometry) را تشکیل می‌دهد که شامل ارزیابی فشار (geobarometry) نیز می‌شود. زمین‌دماسنج‌های زیادی وجود دارد، اما گارنت-بیوتیت به دلیل وجود مکرر بیوتیت و گارنت با هم در سنگ‌های دگرگونی درجه متوسط بسیار مفید است. دماسنج گارنت-بیوتیت دما را با تقسیم آهن و منیزیم در گارنت و بیوتیت منطبق دارد. دماسنج گارنت-بیوتیت از دهه ۷۰ بارها با هر دو روش آزمایش و تجربی «کالیبره» شده‌است، با این حال مطالعه کالیبراسیون تجربی فری و اسپیر در سال ۱۹۷۸ به‌طور کامل و معمول ذکر شده‌است. با توجه به سنگی که هم گارنت و هم بیوتیت دارد، یک ثابت تعادل (KD) را می‌توان به سادگی با استفاده از آنالیز میکروپروب پیدا کرد. سپس با مقایسه مقدار KD یافت‌شده با زمین‌دماسنج گارنت-بیوتیت محاسبه شده، می‌توان دمای اوج تشکیل سنگ را تعیین کرد.